# Петриковский (герб)
Петриковский (пол. Petrykowski) — польский дворянский герб.

## Описание
В червлёном поле серебряный уширенный на концах крест, в нижнем левом углу сопровождаемый обращённым рогами к правой стороне щита золотым полумесяцем.
На щите дворянский коронованный шлем. Нашлемник: два страусовых пера: правое червлёное, левое серебряное. Намет на щите червлёный, подложенный серебром.

## Герб используют
Антон Петриковский, г. Петриковский, жалован 05.03.1857 дипломом на потомственное дворянское достоинство Царства Польского.